# Aniela Krzywoń
Aniela Krzywoń (n. 27 mai 1925, Puzhnyky⁠(d), Regiunea Ternopil, Ucraina – d. 12 octombrie 1943, Lienina⁠(d), RSS Bielorusă, URSS) a fost o femeie soldat din Batalionul 1 Polonez de Femei „Emilia Plater” creat în Uniunea Sovietică. A fost ucisă în luptă la 12 octombrie 1943, din cauza rănilor suferite în timp ce salva documente militare importante  dintr-un camion în flăcări după un raid de bombardament al Luftwaffe în zona satului Lenino din Republica Sovietică Socialistă Belarusă. Aniela Krzywoń  a primit post-mortem Ordinul de Erou al Uniunii Sovietice la 11 noiembrie 1943, fiind singura femeie din istorie care nu era cetățean al Uniunii Sovietice și care a primit această distincție.

## Viața timpurie
Krzywoń s-a născut în satul Puźniki, atunci situat în A Doua Republică Poloneză; zona în care se afla satul este localizată în prezent în Ucraina, deoarece a devenit parte a Republicii Sovietice Socialiste Ucrainiene în 1939. Tatăl ei a  luptat în războiul polono-sovietic. După ce satul lor a devenit parte din Ucraina, familia Krzywoń și multe alte familii poloneze care au fost considerate „nesigure din punct de vedere politic” au fost deportate forțat în regiunea Irkutsk din Siberia. Mai târziu s-au mutat în orașul Kansk. Acolo, Aniela a început să lucreze ca mecanic la o fabrică de lemn locală până când ea s-a alăturat voluntar armatei în 1943 pentru a lupta în al doilea război mondial.

## Cariera militară

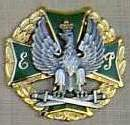
Însemnele Batalionului Independent pentru femei „Emilia Plater”

Krzywoń s-a înrolat în Divizia 1 Infanterie Tadeusz Kościuszko a Armatei Populare Poloneze (Ludowe Wojsko Polskie, LWP). La 29 mai 1943 a fost repartizată Batalionului Independent pentru Femei „Emilia Plater” (1 Samodzielny Batalion Kobiecy im. Emilii Plater). Ea a fost instruită în utilizarea pistoalelor-mitralieră și a grenadelor, precum și în lupta corp la corp. La 12 octombrie 1943, batalionul a fost forțat să se retragă după ce a trecut prin botezul de foc în satul Lenino din Republica Sovietică Socialistă Belarusă. În timp ce Krzywoń însoțea un camion care transporta documente parțial distruse, dar importante, de la sediul central, au fost atacați de un raid al forțelor aeriene militare germane, Luftwaffe. Krzywoń a alergat spre vehiculul ars, a scos afară soldații și personalul rănit și a salvat documentele importante din foc. În interiorul vehiculului ars, ea a murit din cauza rănilor suferite. Pentru eroismul ei, a primit postum cele mai înalte decorații poloneze și sovietice: Ordinul Virtuti Militari din Polonia și titlul de Erou al Uniunii Sovietice. Ea a fost prima și singura femeie poloneză decorată cu Steaua de Aur a Eroului Uniunii Sovietice și singura femeie care a obținut vreodată acest titlu fără ca să fie cetățean sovietic.

## Vezi și
- Listă de femei Eroi ai Uniunii Sovietice